# Szőnyi Tamás
Szőnyi Tamás (Budapest, 1957. július 23. –) Széchenyi-díjas magyar matematikus, egyetemi tanár.
A Bolyai János Matematikai Társulat, az American Mathematical Society és a Magyar Kombinatorikai Iskola tagja, a Combinatorica, az Innovations in Incidence Geometry és az Annales Universitatis Rolando Eötvös Nominatae, Sectio Mathematica folyóiratok, valamint a Contributions to Discrete Mathematics c. elektronikus folyóirat szerkesztője.

## Pályája
- 1976-1981 ELTE Természettudományi Kar (ELTE-TTK) matematikus szak
- 1987 Doktori cím
- 1989 Vendégkutató a Sussex-i Egyetemen
- 1990-1991 Vendégkutató Eindhovenben, majd Gentben
- 1990-1992 Tudományos munkatárs az ELTE Számítógéptudományi Tanszékén
- 1991 Kandidátusi értekezés védése, témavezetője Lovász László
- 1992-2004 Docens
- 1994-1997 Szegeden tudományos főmunkatárs, majd docens
- 1995-1996 Vendégkutató a Yale Egyetemen
- 2001 Az MTA doktora
- 2004 Egyetemi tanár
- 2014- Az ELTE, Matematikai Intézet igazgatója

## Díjai
- SZTAKI Intézeti-díj (1988)
- Erdős Pál-díj (1997)
- A Magyar Érdemrend tisztikeresztje (2012)
- Szele Tibor-emlékérem (2013)
- Széchenyi-díj (2020)[1]